# Brugse Meester van 1482

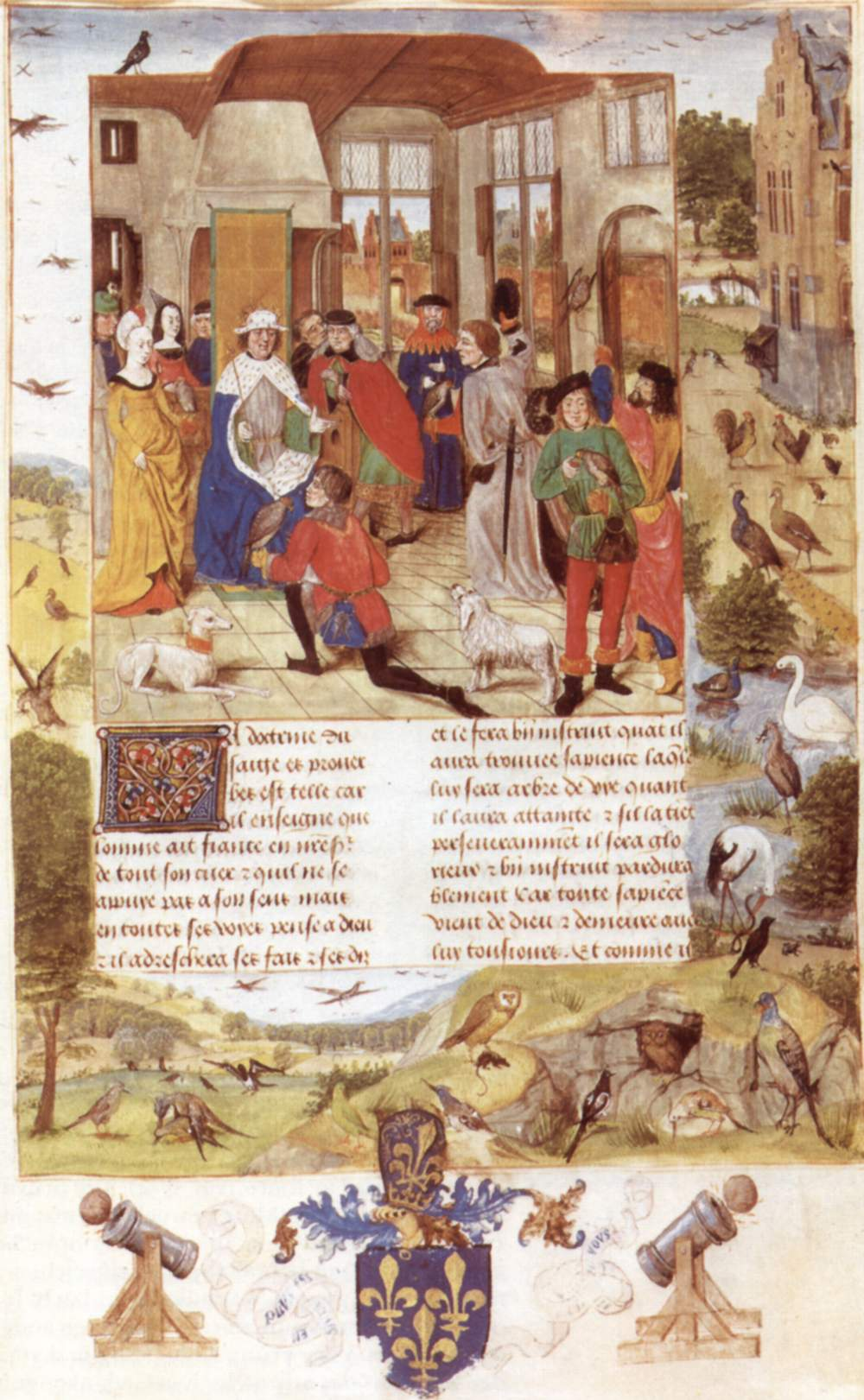
Livre de l'art de chasser aux oiseaux, f1r, Bibliothèque de Genève, fr. 0170

De Brugse Meester van 1482 is een anonieme miniaturist die actief was in Brugge tussen 1475 en 1500.

Zijn noodnaam kreeg hij naar een colofon op f294v van het tweede volume van ‘De proprietatibus rerum’ van Bartholomeus Anglicus (British Library mss Royal 15E II-III) waar staat 
escript par moy Jo. du Ries et finy a bruges le xxve iour de may anno 1482— geschreven door mij, Jo. du Ries en afgewerkt in Brugge op de 25e dag van mei in 1482.
 Ook al schilderde onze anonymus alleen het frontispice van het tweede deel van dit werk, werd zijn noodnaam door Friedrich Winkler op dit colofon gebaseerd.
De miniaturist werkte in Brugge in het laatste kwart van de 15e eeuw en was voornamelijk actief in de kringen rond Lodewijk van Gruuthuse. Voor hem realiseerde hij onder meer de frontispices van twee traktaten over de jacht: Le livre de chasse van Gaston Phoebus en het De arte venandi cum avibus van keizer Frederik II, in een Franse vertaling (Livre de l'art de chasser aux oiseaux).
Naast zijn werk voor Lodewijk van Gruuthuse verluchtte hij ook handschriften voor Eduard IV van Engeland, Jan III de Baenst en Jan II van Croÿ. Hij werkte regelmatig samen met Brugse miniaturisten zoals de Meester van Raphaël de Mercatellis, de Meester van Edward IV en met een assistent van de Meester van de Vlaamse Boëthius.

## Stijl
De figuren die hij schildert zijn stevig gebouwd, ze hebben een nogal rond, breed gezicht dat goed gemodelleerd is op de vlakkere gedeelten. De neus is vrij vaak sterk geprononceerd. De plooien van de kleding zijn weinig gemodelleerd maar worden aangeduid met wat donkere, soms zwarte, lijnen.
Veel van zijn miniaturen tonen groepen figuren voor een golvend landschap met hier en daar rotspartijen. In het landschap staan verspreid enkele gebouwen of steden. Hij schilderde graag planten want die zijn alomtegenwoordig tot in de interieurs toe, waar we door het venster dikwijls een zicht krijgen op een stadslandschap met bomen of op de vrije natuur. Verschillende landschappen tonen zeer veel vogels die dikwijls herkent kunnen worden. De marges die hij schilderde in het De arte venandi cum avibus zijn zeer naturalistisch.

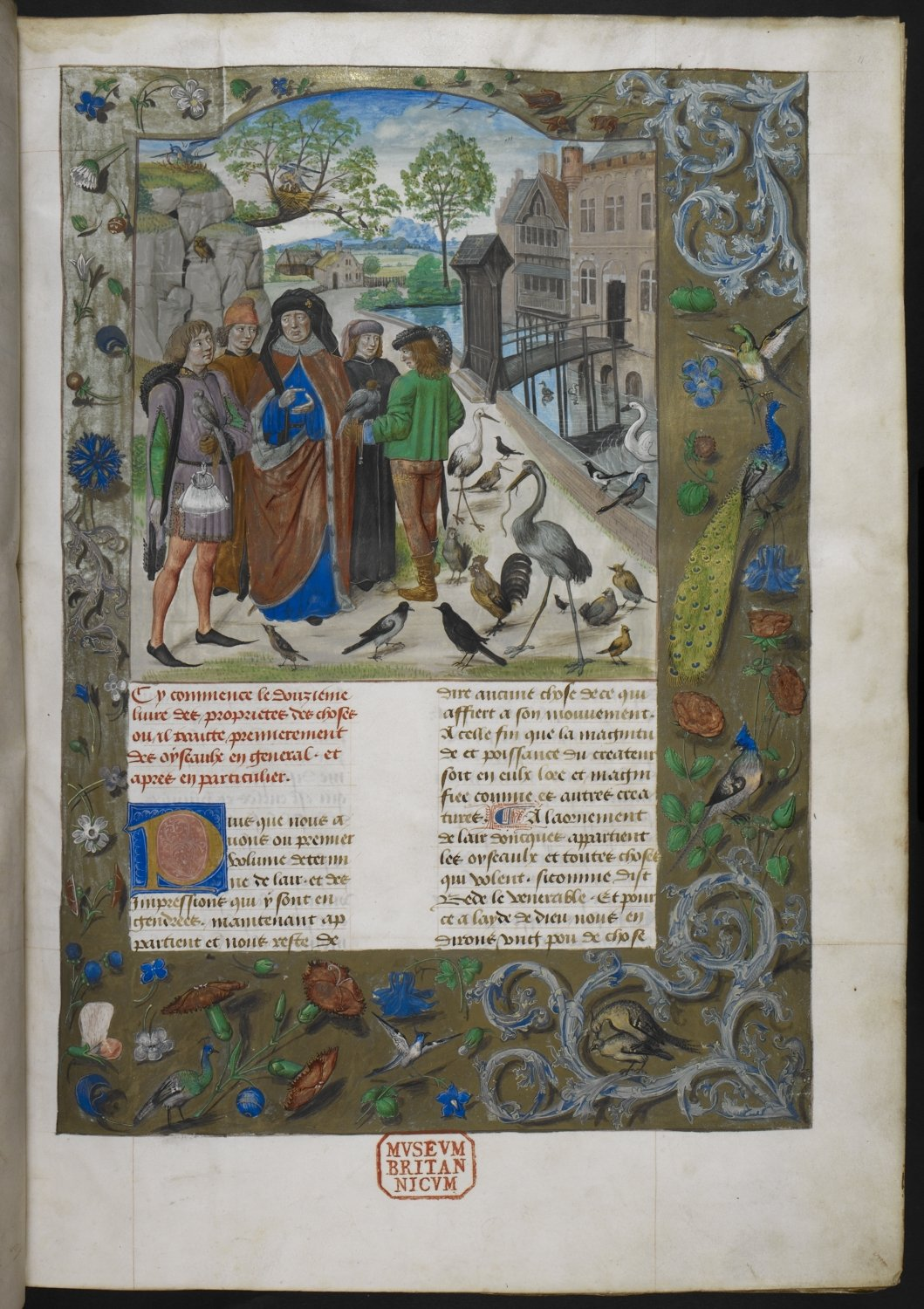
De proprietatibus rerum, BL Royal 15 E III, Frontispice.

## Werken
Hierbij een lijst van aan de meester toegeschreven werken:
- ‘Paenitentia Adam’ vertaald door Colard Mansion voor Lodewijk van Gruuthuse, een miniatuur (f.6r), 1472-1482, BnF, Fr.1837[5]
- ‘Paenitentia Adam’ vertaald door Colard Mansion voor Jan III de Baenst, een miniatuur (f.5v.), Bibliothèque de l'Arsenal, Parijs, Ms.5092 (toewijzing staat ter discussie[1])
- ‘De proprietatibus rerum’ (over de eigenschappen der dingen) van Bartholomeus Anglicus gemaakt voor Eduard IV van Engeland, in samenwerking met een assistent van de Meester van de Vlaamse Boëthius en met de Meester van Edward IV, 1482, British Library, Royal Ms.15 E II[6]-III[7]
- ‘Dialogus de creaturis’ de Mayno de Mayneri vertaald door Colard Mansion voor Lodewijk van Gruuthuse, twee miniaturen, de andere 119 kleine miniaturen zijn van de hand de Meester van Raphaël de Mercatel, 1482, privécollectie
- ‘Livre de chasse’ van Gaston Phoebus voor Lodewijk van Gruuthuse, omstreeks 1485, Bibliothèque de Genève, fr. 0169.
- ‘L'art de chasser au moyen des oiseaux’ van keizer Frederik II voor Lodewijk van Gruuthuse, omstreeks 1485-1490, Bibliothèque de Genève, fr. 0170
- ‘Ruralium commodorum libri XII’ van Petrus de Crescentiis, British Library, Add. 19720
- ‘Compilation de récits de chevalerie’, omstreeks 1483, Beinecke Rare Book & Manuscript Library, Yale-universiteit, Ms. 230[8]
- ‘Commentarii de bello Gallico’ van Julius Caesar, in een Franse vertaling van Jean Du Quesne, Bodleian Library, Oxford, Ms. Douce 208
- ‘Traité des monnaies’ van Nicolaas van Oresme, omstreeks 1480-1490, BnF, Fr. 23927
- ‘Decamerone’ van Giovanni Boccaccio, 7 miniaturen, Koninklijke Bibliotheek (Nederland), Den Haag, 133 A 5[9] (toewijzing staat ter discussie.[1])
- ‘Kroniek’ van Jean Froissart voor Filips van Hoorne, heer van Gaasbeek, 1 miniatuur (frontispice V3, f.1), Museum Plantin-Moretus, Antwerpen, M.15.6 (toewijzing door Hanno Wijsman[10] maar betwist.[1])
- ‘Ethica’ van Aristoteles, vertaald door Nicolaas van Oresme, 1 miniatuur, British Library, Egerton 737[11]

Twee handschriften worden toegewezen aan een navolger van de meester:
- ‘Grandes Chroniques de France’ voor Thomas Thwaites, een miniatuur, V I, f.47r, British Library, Royal 20 E I[12]
- ‘Bundel astronomische traktaten’ voor Hendrik VII van Engeland, 1 gehistorieerde initiaal, f.201r), British Library, Arundel 66[13]

## Weblinks
- Beschrijving op IRHT, Jonas
- Frontispice van Le livre de la chasse en handschrift online bekijken.
- Frontispice van Livre de l'art de chasser aux oiseaux en handschrift online bekijken.
- De bello Gallico, online bekijken op de Digital Bodleian.
- De straf van Adam, Paenitentia Adam, BnF, Mss, fr. 1837, f. 6
- Muntslag, Nicole Oresme, Tractatus de origine et natura monetarum, BnF, ms. fr. 23927, f. 5r